# Campionato italiano di hockey su ghiaccio 2003-2004
Il Campionato italiano di hockey su ghiaccio maschile 2003-2004 organizzato dalla FISG, era articolato in Serie A (che dopo un girone di qualificazione venne divisa in A1 e A2) e Serie B.

## Serie A
Furono 15 le squadre partecipanti: Alleghe HC, HC Appiano, Asiago Hockey AS, HC Bolzano, SV Kaltern Caldaro, SG Cortina, HC Egna, SHC Fassa, H.C. Gherdëina - Val Gardena, H.C. Merano, HCJ Milano Vipers, SV Ritten Renon, Torino-Valpe, HC Val Pusteria Lupi Brunico, AS Mastini Varese.
Dopo un girone di qualificazione di andata e ritorno, le prime 8 squadre in classifica accedevano al Gruppo A1 (Master Round), le restanti 7 al Gruppo A2 (Relegation Round). Al termine di un ulteriore girone di andata e ritorno, le squadre del Gruppo A1 accedevano ai play-off (con serie al meglio delle 7 gare).
Anche la Serie A2 affrontava un ulteriore girone di andata e ritorno: le ultime tre classificate risultavano retrocesse, le prime quattro si disputavano la Coppa del presidente. Le squadre sconfitte in semifinale, raggiungevano le squadre già retrocesse.

### Girone di qualificazione
Classifica finale
| Squadra      | Pt. | Vinte | Perse | Nulle | GF  | GS  |
| ------------ | --- | ----- | ----- | ----- | --- | --- |
| Milano       | 47  | 20    | 1     | 7     | 175 | 61  |
| Bolzano      | 44  | 20    | 4     | 4     | 140 | 72  |
| Asiago       | 43  | 20    | 5     | 3     | 102 | 44  |
| Fassa        | 41  | 18    | 5     | 5     | 125 | 56  |
| Alleghe      | 36  | 16    | 8     | 4     | 104 | 78  |
| Merano       | 35  | 17    | 10    | 1     | 109 | 81  |
| Cortina      | 30  | 12    | 10    | 6     | 97  | 89  |
| Renon        | 27  | 12    | 13    | 3     | 96  | 78  |
| Torino-Valpe | 27  | 12    | 13    | 3     | 86  | 101 |
| Varese       | 24  | 10    | 12    | 4     | 85  | 85  |
| Val Pusteria | 22  | 10    | 16    | 2     | 92  | 103 |
| Egna         | 14  | 6     | 20    | 2     | 69  | 157 |
| Caldaro      | 13  | 5     | 20    | 3     | 65  | 145 |
| Appiano      | 13  | 5     | 20    | 3     | 50  | 124 |
| Gherdëina    | 4   | 1     | 25    | 2     | 53  | 173 |

### A2 -Relegation Round
Le sette squadre qualificate al Gruppo A2 sono state (tra parentesi i punti di bonus "ereditati" dal turno di qualificazione): HC Appiano (+1), SV Kaltern Caldaro (+2), HC Egna (+3), H.C. Gherdëina - Val Gardena (0), Torino-Valpe (+6), HC Val Pusteria Lupi Brunico (+4), AS Mastini Varese (+5).
Classifica finale
| Squadra      | Pt. | Vinte | Perse | Nulle | GF | GS |
| ------------ | --- | ----- | ----- | ----- | -- | -- |
| Varese       | 22  | 8     | 3     | 1     | 50 | 31 |
| Val Pusteria | 22  | 8     | 2     | 2     | 49 | 27 |
| Torino-Valpe | 20  | 6     | 4     | 2     | 33 | 28 |
| Gherdëina    | 11  | 4     | 5     | 3     | 35 | 47 |
| Egna         | 11  | 2     | 6     | 4     | 31 | 46 |
| Caldaro      | 10  | 3     | 7     | 2     | 35 | 39 |
| Appiano      | 9   | 4     | 8     | 0     | 39 | 53 |

HC Egna, SV Kaltern Caldaro e HC Appiano sono retrocesse.
AS Mastini Varese, HC Val Pusteria Lupi Brunico, Torino-Valpe e H.C. Gherdëina - Val Gardena accedono ai play-out, validi anche per l'assegnazione della Coppa del Presidente.

#### Play-out

##### Semifinali
Le serie sono al meglio delle tre gare.
```
Gara 1
 - 26 febbraio 
2004

Val Pusteria - Torino-Valpe 1-0
Varese - Gherdëina          6-3
```

```
Gara 2
 - 28 febbraio 
2004

Torino-Valpe - Val Pusteria 6-5
Gherdëina - Varese          2-5
```

```
Gara 3
 - 2 marzo 
2004

Val Pusteria - Torino-Valpe 6-1
```

Torino-Valpe e H.C. Gherdëina - Val Gardena retrocedono.

##### Finale
Serie al meglio delle tre gare.
```
Gara 1
 - 6 marzo 
2004

Varese - Val Pusteria 3-2
```

```
Gara 2
 - 9 marzo 
2004

Val Pusteria - Varese 1-2
```

```
Gara 3
 - 11 marzo 
2004

Varese - Val Pusteria 5-4
```

AS Mastini Varese si aggiudica la Coppa del presidente.

### A1 -Master Round
Le otto squadre qualificate al Gruppo A1 sono state (tra parentesi i punti di bonus "ereditati" dal turno di qualificazione): Alleghe HC (+3), Asiago Hockey AS (+5), HC Bolzano (+6), SG Cortina (+1), SHC Fassa (+4), H.C. Merano (+2), HCJ Milano Vipers (+7) e SV Ritten Renon (0).
Classifica finale
| Squadra | Pt. | Vinte | Perse | Nulle | GF | GS |
| ------- | --- | ----- | ----- | ----- | -- | -- |
| Asiago  | 29  | 10    | 0     | 4     | 52 | 20 |
| Milano  | 28  | 9     | 2     | 3     | 57 | 35 |
| Bolzano | 22  | 6     | 4     | 4     | 49 | 35 |
| Fassa   | 18  | 5     | 5     | 4     | 45 | 42 |
| Alleghe | 13  | 4     | 8     | 2     | 40 | 58 |
| Cortina | 11  | 4     | 8     | 2     | 30 | 52 |
| Merano  | 10  | 2     | 8     | 4     | 49 | 58 |
| Renon   | 9   | 3     | 8     | 3     | 34 | 56 |

#### Play-off
Le serie si sono giocate al meglio delle 5 gare, ad eccezione della finale, giocata al meglio delle 7.

##### Quarti di finale
```
Gara 1
 - 26 febbraio 
2004

Asiago - Renon    6-1
Milano - Merano   4-0
Bolzano - Cortina 8-2
Fassa - Alleghe   4-1
```

```
Gara 2
 - 28 febbraio 
2004

Alleghe - Fassa   2-5
Cortina - Bolzano 3-2
Renon - Asiago    2-4
Merano - Milano   2-3
```

```
Gara 3
 - 2 marzo 
2004

Asiago - Renon    5-1
Milano - Merano   4-2
Bolzano - Cortina 2-4
Fassa - Alleghe   2-1
```

```
Gara 4
 - 4 marzo 
2004

Cortina - Bolzano 6-1
```

##### Semifinali
```
Gara 1
 - 9 marzo 
2004

Milano - Cortina  7-1
Asiago - Fassa    2-1
```

```
Gara 2
 - 11 marzo 
2004

Cortina - Milano  2-4
Fassa - Asiago    3-5
```

```
Gara 3
 - 13 marzo 
2004

Milano - Cortina  3-1
Asiago - Fassa    7-2
```

##### Finale
```
Gara 1
 - 20 marzo 
2004

Asiago - Milano       2-4
```

```
Gara 2
 - 23 marzo 
2004

Milano - Asiago       4-5
```

```
Gara 3
 - 25 marzo 
2004

Asiago - Milano       3-1
```

```
Gara 4
 - 27 marzo 
2004

Milano - Asiago       2-1
```

```
Gara 5
 - 30 marzo 
2004

Asiago - Milano       1-2
```

```
Gara 6
 - 1º aprile 
2004

Milano - Asiago       5-2
```

 L'Hockey Club Junior Milano Vipers sotto 0-2 in gara 6, ribalta le sorti della partita mettendo a segno 5 reti e si aggiudica il terzo scudetto consecutivo.
Formazione Campione d'Italia: Scott Beattie – Giuseppe Busillo – Mario Brian Chitarroni – Robert Cowie – Mark Demetz – Dino Felicetti – Armin Helfer – Leo Insam – Patrice Lefebvre – Andrea Molteni – Matteo Molteni – Jason Mark Muzzatti – Justin Peca – Alessandro Re – Alessandro Rotolo – Marc Andrè De Carvalho Sarazin – Thomas Sjögren – Matthew Smith – Massimo Stevanoni – Gianluca Tomasello – Jason Trinetti – Vjačeslav Uvaev – Chris Wells – Bruno Zarrillo.

Allenatore: Adolf Insam

## Coppa Italia e Supercoppa Italiana

### Coppa Italia
La Coppa Italia 2003 si è svolta con il sistema della final-four tra le prime quattro squadre classificate al termine del primo girone di andata e ritorno del campionato di Serie A: HCJ Milano Vipers, HC Bolzano, SHC Fassa e Asiago Hockey AS.

#### Semifinali
```
Gara Unica
 - 6 dicembre 
2003

Milano - Asiago        6-3
Bolzano - Fassa        4-3
```

#### Finale
```
Gara Unica
 - 7 dicembre 
2003

Milano - Bolzano       2-4
```

 L'Hockey Club Bolzano si aggiudica la sua prima Coppa Italia.

### Supercoppa Italiana
```
Gara Unica
 - 23 settembre 
2003

Milano - Asiago       0-1

Marcatore:  56'57" 
Vitalijs Galuzo
 (
Maurizio Bortolussi
)
```

 L'Asiago Hockey Associazione Sportiva si aggiudica la sua prima Supercoppa Italiana.

## Serie B
Furono sei le squadre iscritte al campionato di Serie B: AS Hockey Pergine, HC All Stars Piemonte, HC Amatori Agordino, HC Bressanone, HC Settequerce e USG Zoldo.
Al termine di un doppio girone di andata e ritorno, le prime quattro squadre qualificate avevano accesso ai play-off.

### Regular Season
Classifica Finale
| Squadra            | Pt. | Vinte | Perse | Nulle | GF | GS  |
| ------------------ | --- | ----- | ----- | ----- | -- | --- |
| Settequerce        | 32  | 14    | 2     | 4     | 88 | 30  |
| Bressanone         | 23  | 10    | 7     | 3     | 66 | 49  |
| Amatori Agordino   | 23  | 10    | 7     | 3     | 73 | 50  |
| Pergine            | 22  | 9     | 7     | 4     | 78 | 60  |
| Zoldo              | 20  | 9     | 9     | 2     | 80 | 54  |
| All Stars Piemonte | 0   | 0     | 20    | 0     | 26 | 165 |

### Play-off
Si sono svolti con serie al meglio delle tre gare

#### Semifinali
```
Gara 1
 - 2 marzo 
2004

Settequerce - Pergine          7-2
Bressanone - Amatori Agordino  1-0
```

```
Gara 2
 - 4 marzo 
2004

Pergine - Settequerce          0-3
Amatori Agordino - Bressanone  10-3
```

```
Gara 3
 - 6 marzo 
2004

Bressanone - Amatori Agordino  4-2
```

#### Finale
Derby altoatesino nella finale di play-off tra la squadra di Settequerce (frazione di Terlano) e quella di Bressanone, conclusa con tre vittorie in trasferta.
```
Gara 1
 - 11 marzo 
2004

Settequerce - Bressanone  2-3
```

```
Gara 2
 - 13 marzo 
2004

Bressanone - Settequerce  3-4
```

```
Gara 3
 - 16 marzo 
2004

Settequerce - Bressanone  1-2
```

L'HC Bressanone vince la serie B.
Formazione campione della serie B:

Nils Bertol, Gunnar Braito, Werner Fissneider, Markus Gufler, Alex Gusella, Martin Haller, Peter Holzmann, Alexander Kinkelin, Riccardo Laurenzi, Matthias Lazzeri, Ewald Mitterrutzner, Andrea Mosele, Armin Oberhofer, Arno Oberrauch, Christof Petriffer, Hans Jörg Pircher, Daniel Ploner, Ilijtsch Prinoth, Daniel Rossaro, Oliver Schenk, Amadeus Schifferle, Martin Schwitzer, Christian Sottsas, Simon Steiner, Marco Tremolaterra.